# Fehér trikó
A fehér trikó (franciául: Maillot blanc) számos kerékpárversenyen megszerezhető díj, amelyet a legjobb fiatal versenyző kap meg. Ezek közül a legjelentősebb a Tour de France, ahol a legjobb 26 év alatti kerékpáros kapja meg ezt a kitüntetést. 
Más versenyek ahol a legjobb fiatal versenyző fehér trikót kap:
- Deutschland Tour
- Giro d’Italia
- Tour of California
- Tour of Ireland

## Tour de France
A Tour de France-on 1975-től kezdve osztanak fehér trikót, a legjobb 26 év alatti versenyzőnek. Előtte ez a trikó annak a kerékpárosnak járt, aki az általános, a sík pontok és a hegyi pontok összesítésében az élen állt. 1989 és 2000 között nem osztották ki a trikót noha a fiatalok versenyét számon tartották. Eddig 40 különböző versenyző nyerte meg a trikót. Eddig 6 kerékpáros nyerte meg a sárga és a fehér trikót is ugyanabban az évben: Laurent Fignon, Jan Ullrich, Alberto Contador, Andy Schleck, Egan Bernal és Tadej Pogačar (2×).

## Giro d’Italia
A Giro d’Italia olasz kerékpáros körversenyen is osztanak fehér trikót a legjobb fiatal versenyzőnek. Itt a legjobb 25 év alatti kapja meg a kitüntetést.